# Theater Ansbach

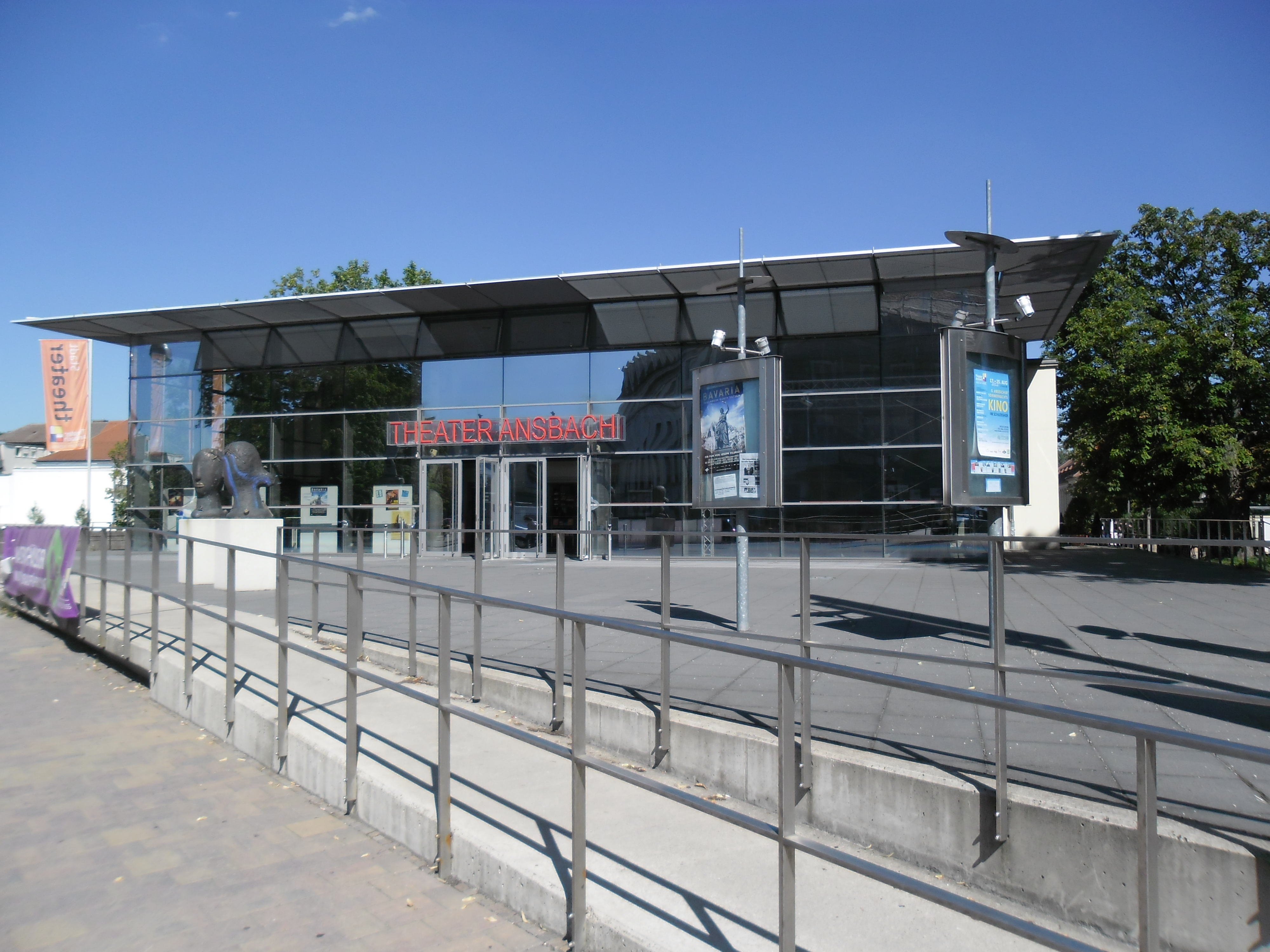
Theater Ansbach

Das Theater Ansbach ist das jüngste bayerische Schauspielhaus und wurde 2007 von der eingetragenen Ansbacher Genossenschaft „Kultur am Schloss“ ins Leben gerufen. Intendant ist seit der Spielzeit 2020/21 Axel Krauße. Neben dem Schauspielbetrieb gibt es die Sparten Kinder- und Jugendtheater, Ansbacher Puppenspiele, Konzert und mit den Schlosslichtspielen einen Kinobetrieb.

## Programm

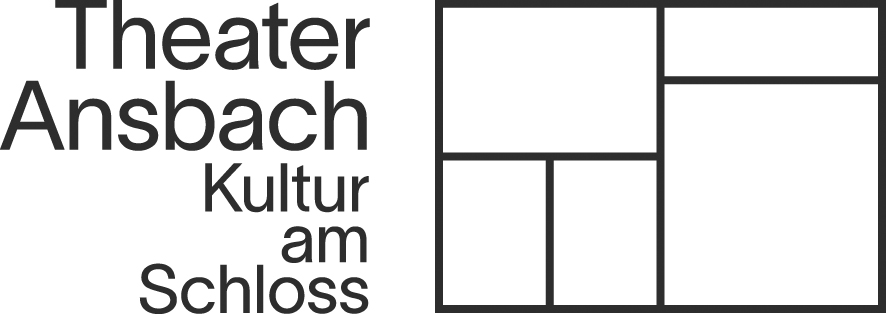
Theater Ansbach Logo

Seit dem 1. Juli 2020 ist Axel Krauße Intendant des Theaters Ansbach, er folgt als 3. Intendant des Hauses auf Gründungsintendant Jürgen Eick (Intendant 2007–2015) und Susanne Schulz (Intendantin 2015–2020).
Unter dem Motto „Nur noch kurz die Welt retten“ setzt sich seine erste Spielzeit am Theater Ansbach mit Weltuntergängen und deren Prophezeiung auseinander. Der Spielplan besteht aus Klassikern wie Goethes Faust II, Raritäten wie Die Ballade vom großen Makabren von Michel de Ghelderode, bekannte Stücken wie Wer hat Angst vor Virginia Woolf…? von Edward Albee oder Oskar und die Dame in Rosa von Èric-Emmanuel Schmitt und Uraufführungen wie KALT von Joachim Zelter.
Außerdem werden mit Die Präsidentinnen von Werner Schwab (Kooperation mit dem Spiel.Werk eV. Ansbach), Habe Häuschen. Dort würden wir leben von Roger Willemsen (Koproduktion mit dem Gostner Hoftheater Nürnberg) und gleich mehreren Zusammenarbeiten im Bereich des Kinder- und Jugendtheaters mit dem Theater Kopfüber (Das hässliche Entlein nach Hans Christian Andersen, Schwalbenkönig von Stefan Hornbach und Dreier steht Kopf von Carsten Brandau) Vernetzungen in die regionale Kultur- und Theaterszene gestärkt und ausgebaut.
Seit der Spielzeit 2020/21 verfügt das Theater Ansbach mit der Studiobühne in der Welserstraße über eine separate zweite Spielstätte. Bisher wurden Kammerspiele und kleinere Formate im „Theater hinterm Eisernen“ zur Aufführung gebracht. Für bis zu 120 Zuschauer wurde die Hinterbühne in einen Zuschauerraum verwandelt und die Bühne auf der Bühne vor dem eisernen Vorhang platziert.
Bespielt wurden bisher auch unterschiedliche Orte auch in der Stadt Ansbach (St.-Gumbertus-Kirche, Landgericht, Sommertheater im Citrushaus).

## Geschichte
Die Trägergenossenschaft des Theaters Ansbach geht zurück auf den 1909 gegründeten „Ansbacher Konzertverein“, der 1919 um weitere Vereine und ein Kino erweitert und als Genossenschaft eingetragen wurde. 1930 erhielt die Genossenschaft ein eigenes „Haus der Volksbildung“, in dem auch eine Bücherei untergebracht wurde. Das heute als „Borkholder-Haus“ bekannte Gebäude wurde 2001–2003 nach Plänen des Münchner Architekten Hein Goldstein modernisiert und erweitert.
Die mittlerweile unter dem Namen „Theater Ansbach – Kultur am Schloss eG“ firmierende Genossenschaft ist neben dem neuen Theaterbetrieb Träger einer klassischen Konzertreihe mit internationalen Gästen sowie der Schlosslichtspiele Ansbach.
2006 beschlossen die Stadt unter dem damaligen Oberbürgermeister Ralf Felber und die Genossenschaft „Kultur am Schloss“ mit ihrem Vorstandsvorsitzenden Carl-Dieter Spranger und dem damaligen Aufsichtsratsvorsitzenden Klaus Dieter Breitschwert die Theatergründung. Dies fußte auf der Überzeugung von der zentralen Bedeutung des Kulturauftrags der Stadt, auf Überlegungen zur „Kultur als weichem Standortfaktor“ und auf der Einschätzung von Kulturexperten aus ganz Deutschland, dass die Möglichkeiten des 2001–2003 sanierten und erweiterten Ansbacher Kulturhauses „Borkholderhaus“ bisher bei weitem nicht ausgeschöpft wurden und ein Theaterbetrieb mit Gastspielen, Co- sowie Eigenproduktion möglich sei.
Im April 2007 wurde der erste Intendant Jürgen Eick berufen. Von 2015 bis 2020 war Susanne Schulz Intendantin des Theaters Ansbach. Zuvor leitete sie das Theater Naumburg in Sachsen-Anhalt. Seit Sommer 2020 leitet Axel Krauße das Theater.
Bis August 2020 war im Keller des Theaters ein kleines Kino, welches vorrangig kleinere Indie-Produktionen zeigte.

## Ehrungen
Im Mai 2010 zeichnete das Forum Kultur der Europäischen Metropolregion Nürnberg Jürgen Eick für seine Arbeit als Intendant am Theater Ansbach als ersten „Künstler des Monats“ aus.

## Spielstätten
Schauspiel
- Großes Haus (480 Besucher)
- Studiobühne Welsterstraße (99 Besucher)
- Theater hinterm Eisernen (bis 120 Besucher)
- Garten des Retti-Palais in Ansbach (Aufgrund der COVID-19-Pandemie Outdoor)

Konzert
- Tagungszentrum Onoldia (600 Besucher)
- St.-Gumbertus-Kirche (945 Besucher)

Puppenspiele
- Großes Haus (480 Besucher)
- Studiobühne Welsterstraße (99 Besucher)

Kino
- Schlosshof der Residenz (Sommerkino)[9]

## Uraufführungen
- Heul doch! (2008) | Rafael Badie Massud
- Die Bremer Stadtmusikanten (2008) | Jürgen Eick nach den Brüdern Grimm
- Sah ein Knab ein Röslein steh'n (2009) | Jürgen Eick, Walter Kiesbauer
- Das Bächlein (2009) | Ingrid Braun
- Koma (2009) | Lisa Sommerfeldt
- Small Town Blues (2009) | Mimi Meister
- Kalif Storch (2009) | Jürgen Eick nach Wilhelm Hauff
- Alexander der letzte Markgraf (2010) | Gerd Scherm
- Kaspar Hauser – Allein unter Menschen (Musical) (2010) | Jürgen Eick (Text), Walter Kiesbauer (Musik)
- Schulfreunde (2010) | Lisa Sommerfeldt
- Schneewittchen (2010) | Jürgen Eick nach den Brüdern Grimm
- Der Sagenkoffer – Frau Holle und die drei Fische (2011) | Ingrid Braun
- Der gestiefelte Kater (2011) | Jürgen Eick nach Ludwig Tieck und den Brüdern Grimm
- Das Bildnis des Wilden Markgrafen (2012) | Gerd Scherm
- StupsMichAn! LassMichInRuh! (2012) | Arnd Rühlmann
- Käptn Topfit und der gemeine Pommfritz (2012) | Udo Grunwald
- Aschenputtel (2012) | Jürgen Eick nach den Brüdern Grimm
- Große Helden – kleine Helden (2013) | Christoph Daigl
- Onkel Bobby (2013) | Daniel Ratthei
- Hänsel und Gretel (2013) | Jürgen Eick nach den Brüdern Grimm
- König Drosselbart (2014) | Jürgen Eick nach den Brüdern Grimm
- Stadt.Land.Fluss oder die Konstruktion der Liebe (2015) | Lisa Sommerfeldt
- Der Investor (2015) | Walter Kiesbauer (Musik), Jürgen Eick und Jens Neutag (Text)
- Affe auf Lava (2015) | Roland Spranger
- Casanova und die Kunst der Verführung (2016) | Jutta Schubert
- Tote wissen mehr – Tatort Ansbach (2016) | Eckart Böhmer
- Malala – Ein starkes Mädchen (2017) | Annekatrin Schuch-Greiff und Anna Mariani
- Luther! Das klare Wort (2017) | Friederike Köpf – Auftragswerk des Theaters Ansbach

## Kooperationspartner
- Theater Kopfüber
- Bachwoche Ansbach
- Theater Spiel. Werk e. V. Ansbach
- Gostner Hoftheater Nürnberg